# لدائن حرارية

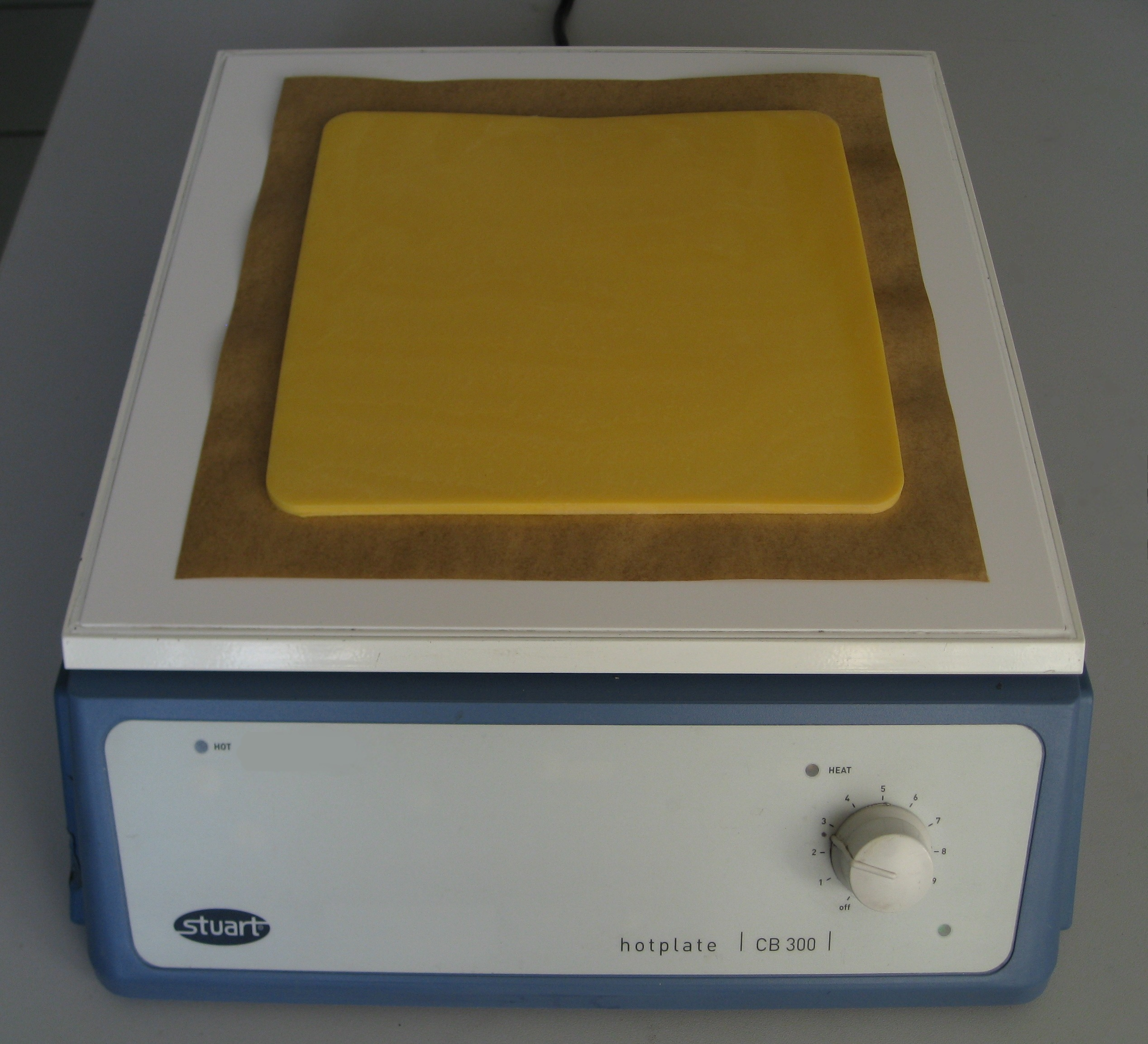
تتيسر قولبة اللدائن الحرارية لتأخذ الشكل المرغوب.

اللدن الحراري أو اللدن بالحرارة هو نوع من أنواع اللدائن التي تلين بالحرارة وتتصلب مرة أخرى عند تبريدها. المواد اللدنة بالحرارة يمكن أن يحدث لها دورات عديدة من الذوبان والتجمد بدون حدوث تغيير كيميائي لها, مما يجعلها مناسبة لعمليات إعادة التشغيل. وهذا يجعل هذه المواد سهلة التصنيع بعدة طرق منها التشكيل بالحقن, واللحام.
معظم المواد اللدنة بالحرارة بوليمرات تتكون من سلاسل خطية مرتبطة بروابط تساهمية. ولا تمتد هذه الروابط التساهمية لتربط بين السلاسل وبعضها, ولكن تترابط السلاسل غالبا عن طريق قوى تشتتية ضعيفة ونادرا عن طريق التجاذب ثنائي قطب- ثنائي قطب, وأحيانا الروابط الهيدروجينية. كما أن البوليمرات اللدنة بالحرارة غالبا ما تكون عكس البوليمرات الصلبة بالحرارة حيث أن الأخيرة لا يحدث لها دورات إذابة وتصلب.
ويوجد عديد من المواد اللدنة بالحرارة يتم تصنيعها عن طريقة بلمرة بالإضافة (البوليمرات التي تصنع عن طريق نمو السلاسل), مثل البولي إثيلين والبولي بروبيلين.

## قائمة بأشهر المواد اللدنة بالحرارة
- أكريلو نيتريل بيوتادايين إستيرين (ABS)
- أكريليك
- سيلولويد
- أسيتات السيليلوز
- أسيتات إيثيلين-فاينيل
- لدائن الفلور (وتحتوى على FEP, PFA, CTFE, ECTFE, ETFE)
- الوحدات الأيونية
- بوليمر سائل بلوري (LCP)
- بولي أوكسي الميثيلين (POM أو Acetal)
- بولي اكريلو نيتريل (PAN أو أكريلو نيتريل)
- بولي أميد (PA أو نايلون)
- بولي إيثير إيثير كيتون (PPEK)
- بولي بيوتادايين (PBD)
- بولي بيوتيلين (PB)
- بولي بيوتيلين تيرفيثالات (PBT)
- بولي تيرفيثالات (PET)
- بولي سيكلو هيكسيلين دايميثيلين تيرفيثالات (PCT)
- بولي كربونات (PC)
- بولي كيتون (PK)
- بولي إستر
- بولي إثيلين
- بولي إيثير إيثير كيتون (PEEK)
- بولي إيثير إميد (PEI)
- بولي إيثير سلفون (PES)
- بولي إيثيلين كلورينات (PEC)
- بولي إميد (PI)
- بولي ميثيل بينتين (PMP)
- بولي فينيلين أكسيد (PPO)
- بولي فينيلين سلفيد (PPS)
- بولي إيثيلين سالفيد (PPS)
- بولي فثالامايد (PPA)
- بولي بروبيلين (PP)
- بولي ستيرين (PS)
- بولي سلفون (PSU)
- بولي فينيل كلوريد (PVC)
- PMMA

## وصلات خارجية
- جمعية اللدائن التاريخية